# Solfatara de Pozzuoli
La Solfatara de Pozzuoli és un cràter volcànic de 0,6 km de diàmetre, situat a l'est del nucli urbà de Pozzuoli (o Puteoli), a l'oest de Nàpols i que forma part de la zona volcànica dels Camps Flegreus. A diferència d'altres volcans de la zona, que responen al típic model d'ash cone, la Solfatara presenta anomalies destacables respecte a aquell model.
Els Camps Flegreus contenen un sistema hidrotermal superficial i la Solfatara seria la part superior d'una ploma hidrotermal, amb episodis d'emissions intenses de gasos i fluxos d'alta temperatura.
Durant els últims 2000 anys aquella zona volcànica ha anat experimentant una lleugera subsidència, excepte en alguns curts períodes, com ara en els anys 1970-1971 i 1982-1984, en què, coincidint amb alguns moviments sísmics, el terreny va elevar-se un total de 3,3 metres. A aquests episodis va succeir una nova fase de subsidència que va durar fins al 2004, quan el terreny va començar a elevar-se de nou i, coincidint amb microsismes van produir-se tres episodis més, l'octubre de 2005 i 'octubre i el desembre de 2006.
El seu nom prové del llatí Sulpha terra, «terra de sofre». Es va formar fa uns 4.000 anys i la seva darrera erupció es remunta a l'any 1198, quan probablement va provocar una explosió freàtica. La Solfatara és un volcà pla cobert de cendres i de sofre. Té principalment una activitat post-volcànica força important constituïda per fumaroles, entre les quals la Fumarola Circolare i Bocca Grande.

## Nom comú
Solfatara és el terme amb què es designen aquelles obertures en terrenys volcànics per les quals emanen gasos a temperatura elevada (100-300 °C) que es caracteritzen pel contingut elevat en SO2, el qual en entrar en contacte amb l'aire és oxidat i forma cristalls de sofre.
Les solfatares, com les fumaroles, són emissions essencialment formades per vapor d'aigua i corresponen a les fases finals de volcans semiextingits. Es troben solfatares sobretot a Islàndia i al parc nacional de Yellowstone.